# Дасслер, Адольф
Адольф (Ади) Дасслер (нем. Adolf (Adi) Dassler; 3 ноября 1900, Херцогенаурах, — 6 сентября 1978, там же) — немецкий предприниматель, основатель компании Adidas. Брат основателя фирмы Puma Рудольфа Дасслера.

## Детство, юность, бизнес

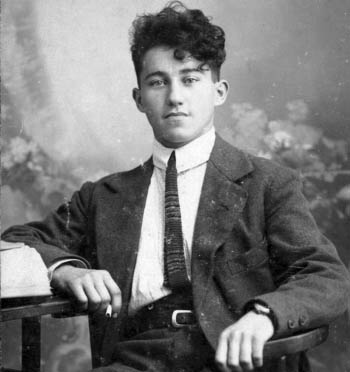
Адольф Дасслер в 15 лет

Родился в небогатой семье. Сапожник по профессии (вслед за отцом; мать была прачкой), уже вскоре после Первой мировой войны Адольф при помощи отца, Кристофа Дасслера, работавшего на обувной фабрике, начал производить спортивную обувь. Его партнёрами были кузнецы братья Целейн, которые изготавливали шипы для подошв. В 1923 году Адольф пригласил в свою фирму старшего брата Рудольфа.
1 июля 1924 года Рудольф и Адольф официально открыли обувную фирму Gebrüder Dassler, ставшую очень успешной. Адольф занимался вопросами производства, а Рудольф — вопросами продаж. Уже на летних Олимпийских играх 1928 года несколько спортсменов выступали в спортивной обуви Дасслеров.
1 мая 1933 года вместе со своими двумя братьями вступил в НСДАП.
Однако со временем отношения между братьями испортились, и в 1948 году они разделили фирму. Адольф организовал компанию Adidas (название сложено из уменьшительной формы имени Ади и первых трех букв фамилии), а Рудольф — компанию Ruda, вскоре переименованную в Puma.
18 августа 1978 года у Адольфа случился инсульт, и 6 сентября он скончался.

## Личные качества

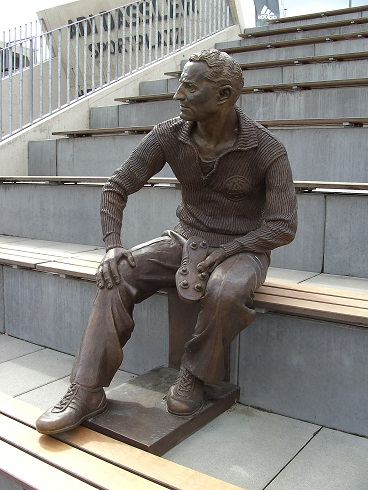
Памятник Ади Дасслеру, Херцогенаурах

Дасслер ставил коммерческий успех на второе место — на первом всегда была его неуёмная любовь к спорту. Он был очень активным человеком. В 75 лет ещё играл в теннис и плавал в бассейне. А делами фирмы занимался до самой смерти.
Одним из его увлечений было конструирование футбольной обуви. Ему принадлежит изобретение футбольных бутс со сменными шипами. Дасслер отвечал за экипировку игроков немецкой сборной на футбольном чемпионате мира 1954 года.

## Памятник
В мае 2006 года на родине основателя фирмы «Адидас» в городе Херцогенаурах (Бавария) был открыт бронзовый памятник Ади Дасслеру, его автор — украинский и немецкий скульптор Иосиф Табачник.

## В кинематографе
В 2016 году по мотивам жизни братьев Дасслеров был снят художественный фильм «Дуэль братьев. История Adidas и Puma». Роль Адольфа Дасслера сыграл Кен Дукен.